# Lista de episódios de Empire Girls: Julissa & Adrienne
Lista de episódios da série de televisão Empire Girls: Julissa & Adrienne.

## Resumo da série
| Temporada | Temporada | Episódios                 | Exibição original  | Exibição original    |
| Temporada | Temporada | Episódios                 | Início             | Final                |
| --------- | --------- | ------------------------- | ------------------ | -------------------- |
|           | 1         | 10 (ainda sendo exibidos) | 3 de Junho de 2012 | 12 de Agosto de 2012 |

## Lista de episódios

### Temporada 1: 2012
| Episodio | Título                                                          | Exibição Original    |
| --- | --------------------------------------------------------------- | -------------------- |
| 1–01 | "Made In New York" "(Feitas em Nova Iorque)"                    | 3 de Junho de 2012   |
| O público é introduzido às vidas de Adrienne Bailon e Julissa Bermudez. Julissa volta de Los Angeles para Nova York, tendo que ficar nada casa dos pais enquanto não acha um apartamento. Tentando a carreira de apresentadora, Julissa fica frustrada ao ser recusada nos testes por causa do seu sotaque. Ela é também convidada para uma participação num desfile da Semana de Moda de Nova Iorque. Já Adrienne se mostra incomodada com o público a lembrando mais como ex-namorada de Rob Kardashian do que como cantora. Decidida a superar a relação do passado, ela começa um tratamento para remover uma tatuagem com o nome do ex. Participações especiais: Antrel Rolle. |                                                                 |                      |
| 1–02 | "The Godmother" "(A Madrinha)"                                  | 10 de Junho de 2012  |
| A irmã de Adrienne, Claudette Bailon, está grávida de 9 meses. Não contente em ser só titia, Adrienne faz de tudo para impressionar a irmã e ganhar o título de madrinha da bebê. Julissa, além de começar a frequentar aulas com uma fonoaudióloga, busca um novo apartamento para poder ter liberdade na sua vida amorosa com o namorado Antrel Rolle, o qual não é muito bem visto por Adrienne. Participações especiais: Antrel Rolle. |                                                                 |                      |
| 1–03 | "Triple Threat, baby!" "(Ameaça tripla, baby!)"                 | 17 de Junho de 2012  |
| Ne-Yo trabalha com Adrienne para reinventar seu estilo, para que ela supere a imagem infantil das The Cheetah Girls, agendando para ela um ensaio fotográfico com a OK! Magazine que a apresentará como a "ameaça tripla" - cantora, atriz e empresária. Julissa reencontra o ex-noivo, o jogador Larry Johnson e fica abalada em relembrar as emoções de um relacionamento tão conturbado. Ashley inscreve Adrienne num site de relacionamentos para incentivar a amiga a namorar mais. Participações especiais: The-Dream, Larry Johnson, Atiba Newsome, Keston Karter. |                                                                 |                      |
| 1–04 | "Oh Say Can You See" "(Oh Say Can You See)"                     | 24 de Junho de 2012  |
| Adrienne é convidada para cantar o Hino Nacional dos Estados Unidos na abertura do jogo dos Knicks, no grandioso estádio Madison Square Garden, na mesma semana em que ela está gravando novas canções com Ne-Yo, o que exige muito de sua voz. As mães de Julissa e Adrienne inscrevem as meninas para encontros às escuras, mas as duas amigas acabam brigando quando Ne-Yo proíbe Julissa de entrar no estúdio onde trabalha com Bailon, dizendo que ela atrapalha. Participações especiais: DJ QuestLove |                                                                 |                      |
| 1–05 | "Fingertip Fetish" "(Fetiche na Ponta do Dedo)"                 | 8 de Julho de 2012   |
| Julissa, seguindo o conselho de que muitos apresentadores de talk show começaram em rádio, pede à Angie Martinez a chance de trabalhar na mesma rádio que ela. Enquanto isso, Adrienne, mesmo já acumulando tantas tarefas, está prestes a lançar sua própria linha de esmaltes, "Fingertip Fetish." Junto com Ashley, as meninas ainda arranjam tempo para dar uma festa só convidando gente solteira, na tentativa de encontrarem um par. Participações especiais: Estelle, Terrence J., Micah Jesse |                                                                 |                      |
| 1–06 | "I Kissed A Girl" "(Eu Beijei Uma Menina)"                      | 15 de Julho de 2012  |
| Julissa recruta Ashley e Layla para que a ajudem a gravar um programa demo para enviar a uma emissora e tentar um novo trabalho como apresentadora. Adrienne, disposta a mostrar versatilidade como atriz, faz um teste para um filme novo, onde terá de interpretar uma lésbica e dará um beijo gay durante as cenas, o que a deixa com medo de alguma repressão de seus pais tão conservadores. O marido de Layla a pressiona a decidir entre o trabalho ou a família e ela considera mudar-se de Los Angeles para Nova Iorque para salvar seu casamento. |                                                                 |                      |
| 1–07 | "It's Hot In Miami" "(Está Quente Em Miami)"                    | 22 de Julho de 2012  |
| Adrienne e Julissa viajam para Miami onde, juntas, vão comparecer aos Prêmios Billboard de Música Latina. Lá em Miami, Julissa consegue uma vaga para trabalhar na emissora de TV onde começou a carreira e Adrienne tem a chance de apresentar uma de suas novas canções numa festa badalada. Ashley apresenta a Julissa um amigo seu, com quem esta acaba se envolvendo. Participações especiais: DJ Kahled, The Runners, Atiba Newsome, Guad Venegas. |                                                                 |                      |
| 1–08 | "Wardrobe Will Malfunction" "(O Guarda-Roupa Não Funcionará)"   | 29 de Julho de 2012  |
| Adrienne passa por uma saia justa com um vestido transparente. Com o apoio de sua família, Adrienne persevera em lançar sua própria linha de roupas e se une ao estilista LaQuan Smith para isso. Angie, junto com seu amigo rapper Fat Joe, se prepara para lançar um livro com receitas latinas famosas preparadas de jeito mais saudável e com menos calorias. O que cai bem para Julissa, que tem se mostrado muito insatisfeita com o seu corpo. Participações especiais: LaQuan Smith, Nick Jonas, Rocsi Diaz, Fat Joe. |                                                                 |                      |
| 1–09 | "This Baby Stuff Is Scary" "(Essa Coisa de Bebê é Assustadora)" | 5 de Agosto de 2012  |
| Empolgada com sua sobrinha e afilhada, Jet, Adrienne se mostra ansiosa para ter uma filha, mas vê que não está tão preparada para isso quando tem que cuidar sozinha da bebê. Isso, e o fato de estar envelhecendo, fazem ela considerar a ideia de congelar seus óvulos para uma futura gestação. Julissa é convidada pelo famoso diretor Jessy Terrero para uma oportunidade em um novo canal digital. Juntas, Julissa e Adrienne se envolvem numa campanha filantrópica, tendo que discursar para centenas de crianças numa escola. |                                                                 |                      |
| 1–10 | "Love At Last?" "(Amor Enfim?)"                                 | 12 de Agosto de 2012 |
| Julissa reencontra um antigo colega de infância na internet e começa a se envolver afetivamente com ele. Através de Angie, Adrienne consegue uma vaga para cantar na Parada do Dia do Orgulho Porto-Riquenho, em Nova Iorque, o que deixa ela e todos de sua família imensamente emocionados. Nessa apresentação, ela estreará uma de suas novas canções. |                                                                 |                      |